# Mariella Nava
Mariella Nava, all'anagrafe Maria Giuliana Nava (Taranto, 3 febbraio 1960), è una cantautrice italiana.

## Biografia

### Gli esordi
Figlia di William Nava (pilota dell'aeronautica) e Laura Nuzzo (insegnante), nasce e cresce nella città di Taranto e fin da bambina si appassiona e studia pianoforte.
Nel 1970, a soli 10 anni partecipa al 3º Festival dei Bambini "Il Pino d'Oro" di Bari dove si esibisce col brano Primavera di Rosa De Gioia.
Si diploma al Liceo Scientifico "Battaglini" e successivamente al Conservatorio Statale di Musica "Paisiello" di Taranto.
Si fa conoscere prevalentemente come autrice e il primo tentativo riuscito è con la canzone Questi figli, scelta personalmente da Gianni Morandi per il suo album Uno su mille del 1986. La canzone tratta le ansie di un padre o una madre verso i propri figli: Morandi fu colpito dalla abilità della Nava nell'immedesimarsi negli stati d'animo di un genitore.
Ottenuto quindi un contratto discografico con la RCA Italiana, nel 1987 e nel 1988 è al Festival di Sanremo: prima con Fai piano che si qualifica alla finale ottenendo l'ottavo posto; l'anno seguente con Uno spiraglio al cuore che viene eliminata alla prima serata. Supervisore artistico è Antonio Coggio che artisticamente parlando sarà il suo braccio destro per moltissimi anni.
Le due canzoni vengono inserite nel suo primo 33 giri Per paura o per amore, uscito a ridosso del Festival, e che ottiene un tiepido successo di vendite ma conquisterà la Targa Tenco come "Migliore Opera Prima". In questo album, la canzone d'apertura è dedicata a Christa McAuliffe, conosciuta come "la maestrina dello spazio", una giovane insegnante statunitense che morì tragicamente nell'esplosione dello Shuttle avvenuta nel 1986 il giorno 28 gennaio, che è anche il titolo del brano. Ora si può dormire, C'è chi va a Milano e Ah! Valeria... sono altri singoli radiofonici lanciati tra il 1987 e il 1988.
Nel 1989 è la volta dell'album Il giorno e la notte, un'opera piuttosto convincente sia per i testi che sotto il profilo musicale, dove si sente la mano di Luis Enriquez Bacalov. L'unico singolo estratto, Dentro di me, subisce gli strali della censura a causa del suo testo ritenuto scabroso e troppo descrittivo riguardo ad alcune situazioni a sfondo sessuale: come spesso accade, quest'atto censorio diviene una chiave di volta per far parlare di sé. Maurizio Costanzo prende pubblicamente le difese della Nava, invitandola numerose volte nella sua seguitissima trasmissione televisiva e facendole eseguire diversi suoi brani, compreso quello tanto discusso. Esegue anche un brano inedito Quando io faccio l'amore, che però non sarà mai inciso in alcun formato.
Nello stesso anno partecipa al Festival di Sanremo come coautrice del brano di Eduardo De Crescenzo Come mi vuoi. Il brano sarà poi interpretato ed inciso anche da Mina nel 1992 ed inserito nell'album Sorelle Lumiere.

### Gli anni '90
Nel 1990 scrive per Ornella Vanoni il brano Effetti speciali, contenuto nell'album Quante storie.
Si presenta al Festival di Sanremo 1991 nella duplice veste di cantautrice con Gli uomini, e di autrice, con Spalle al muro, brano che si classifica secondo grazie anche all'interpretazione di Renato Zero, con cui la Nava inaugura un sodalizio. L'estate dello stesso anno partecipa al Festivalbar presentando, proprio in coppia con Renato Zero, il brano Crescendo, che dà il titolo anche al suo terzo album, registrato a Londra dal noto arrangiatore Geoff Westley. Sempre nel 1991 la Nava prende parte anche al Cantagiro, facendo squadra con il compagno di scuderia Mike Francis e proponendo in modo particolare un altro singolo, Piccolo amore.
Nello stesso anno scrive il brano, Il gioco delle parti, per Mietta, contenuto nell'album Volano le pagine che prende parte al Festivalbar.
Torna ancora al Festival di Sanremo 1992 con Mendicante (canzone dedicata alla classe politica) da cui nasce l'album Mendicante e altre storie, che vede in copertina una vignetta di Giorgio Forattini in tema con la canzone principale: il brano si classifica dodicesimo dopo essersi qualificato per la finale, che quell'anno prevedeva la gara anche tra i Big. Segue l'uscita radiofonica del singolo Immagina in una versione radio diversa da quella presente nell'album.
Nel 1992 scrive ancora per Mietta e il brano Ti sto cercando viene inserito nell'album Laciamosci respirare e per Amii Stewart il brano Warm embrace inserito nell'album Magic. L'anno successivo scrive i brani Facile ed Inverno per Irene Fargo e Ragazzi colorati per Massimo Bizzarri, scritta a quattro mani.
Nel 1993 esce il singolo Salvati amore, anche formato fisico in commercio, accompagnato dal brano Un bacio e dalle rispettive versioni karaoke. Segue il brano  Terra mia, presentato al Festival di Sanremo 1994 che vince il Premio Volare consegnatole direttamente da Domenico Modugno: da qui l'album Scrivo, e successivamente il terzo singolo radiofonico estratto, Chiamalo entusiasmo, uscito in una versione diversa da quella presente nell'album.
Nell'autunno 1994 pubblica il suo ultimo album con la BMG, dal titolo Uscire, disco antologico abbinato all'inedito presentato al Festival Italiano su Canale 5, dal titolo anch'esso emblematico Esco di scena. Questa raccolta chiude il rapporto con la sua casa discografica degli esordi, fermo restando la collaborazione artistica con il suo gruppo di lavoro.
Nel 1995 esce il brano Per amore che è stato pensato, secondo quanto testimonia la Nava stessa, per la voce stessa di Andrea Bocelli. Inizialmente presentata al Festival di Sanremo 1995 dalla giovane cantante Flavia Astolfi, ed eliminata dopo la prima serata, è stata inserita nell'album di Bocelli Romanza dello stesso anno. Anche grazie alla cassa di risonanza del cantante toscano, che in quell'anno aveva iniziato a scalare le vette delle classifiche mondiali, la canzone fa il giro del mondo e viene tradotta in più lingue, risultando il suo maggior successo commerciale. Nello stesso anno scrive un brano a tematica gay per Renato Zero, Un altro pianeta, inserito nell'album Sulle tracce dell'imperfetto.
Nel 1996 vince la prima edizione del Premio Lunezia per il valore musical-letterario delle sue opere.
Segue un periodo di silenzio artistico, interrotto soltanto da nuove canzoni affidate ad altre sue colleghe, come il brano L'esodo per Loredana Bertè, La differenza scritto per Tosca, incentrato su un amore tra due donne e i brani Dimenticata, Non posso perderti e Ce l'avevo un amore per Syria.
Nel 1997 torna con lo struggente singolo Piano inclinato, che anticipa l'album Dimmi che mi vuoi bene, uscito l'anno successivo. Il brano, uscito solo sul mercato radiofonico, tratta il tema dei malati terminali di Aids, visto dalla parte di un medico contagiato. Dopo l'uscita dell'album, saranno estratti altri due singoli, l'omonimo Dimmi che mi vuoi bene e Carta bianca.
Nel 1999 con Così è la vita torna al Festival di Sanremo, ottenendo un terzo posto, il suo piazzamento migliore, insieme al premio come miglior musica. L'album, che porta il medesimo titolo del brano sanremese riscuote un discreto successo, raggiungendo le 40 000 copie vendute. Quest'ultimo riprende alcune canzoni del precedente lavoro e si avvale tra l'altro di un duetto con Mango, estratto come terzo singolo, nel brano Il mio punto di vista e di un altro con Amedeo Minghi in Valzer lento. Nella nuova versione di Piano inclinato sono presenti alcuni interventi a voce dell'attore Sergio Castellitto. In estate, a seguito del successo sanremese, prende parte a Un disco per l'estate con un nuova versione di Come mi vuoi, accompagnata dal rapper Pantarei Leon.
Sempre nel 1999 scrive per Annalisa Minetti il brano Ti amerò, contenuto nell'album Qualcosa di più.

### Gli anni 2000
Il nuovo millennio si apre con la presenza, in coppia con Amedeo Minghi, al Festival di Sanremo 2000 con il brano Futuro come te, dove i due cantautori si presentano l'una davanti all'altro con i rispettivi pianoforti in un particolare duetto cantato e suonato. Dopo questa partecipazione nasce l'album Pazza di te. Seguono altri due singoli Pazza di te e Il nostro profilo.
Scrive a quattro mani con Lucio Dalla il brano Notte americana, contenuta nell'album del cantautore bolognese, Luna matana del 2000 e il brano Verrà il tempo per Gigi D'Alessio, contenuto nell'album Il cammino dell'età del 2001.
Torna ancora al Festival di Sanremo 2002 con il brano Il cuore mio (con il quale vince il premio Più vita per la vita assegnatole dalla LILT) si piazza al sesto posto; segue la pubblicazione dell'album Questa sono io. In quest'ultimo Sanremo conosce il giovane Simone Patrizi con il quale girerà nella piazze italiane con la sua tournée e con la nuova versione del singolo Scrivilo negli occhi. Altro singolo estratto è Felicidade, presentato ad Un disco per l'estate.
Il 26 ottobre 2003 sposa Massimo Germani ad Albano Laziale (Roma). Una cerimonia intima con amici e parenti, che viene ripresa e mandata in onda su Raiuno, nel programma televisivo La vita in diretta.
Nel luglio del 2004 viene premiata con la Gondola d'Oro alla carriera, riconoscimento da parte dell'"Associazione Mario Del Monaco" presieduta da Renzo Stevanato e Armida Tessier. Scrive ancora per Gianni Morandi, il brano Dovevi darmi retta viene inserito nell'album A chi si ama veramente.
Nel novembre del 2004 è alle prese con un doppio album intitolato non a caso Condivisioni, composto per metà da brani inediti, e per metà da sue canzoni cantate con i colleghi che le avevano incise anni addietro e mai incluse nei suoi album. Alla sua voce si aggiungono quelle di Gianni Morandi, Renato Zero, Mietta, Tosca, Amii Stewart, Syria e Gigi D'Alessio. Duetto inedito è invece It's forever, primo singolo estratto e scelto come inno ufficiale dei campionati mondiali di sci di Bormio, cantato bilingue insieme a Dionne Warwick, e selezionato come canzone finalista al premio Amnesty International - sezione Italia. Il secondo singolo estratto è il brano che la Nava ha scritto per il marito e per il loro matrimonio, sposato l'anno precedente: Non deludermi.
Nel 2005, spiazzando i suoi fans, decide di partecipare al reality show di Raidue Music Farm condotto da Simona Ventura, che la soprannomina La Poetessa delle Note. Con lei in questa avventura anche Mietta e Iva Zanicchi con le quali collaborerà negli anni successivi con la realizzazione di nuovi brani (Così distanti per Mietta nel 2006 e Ti voglio per Iva Zanicchi nel 2009), Gerardina Trovato, Dolcenera, Linda, Francesco Baccini, Franco Simone, Fausto Leali, Simone e Danny Losito. Rimane in gara per cinquantuno giorni; considerata tra le favorite, esce di scena ad un passo dal duello finale, per mano di Dolcenera che poi vincerà la gara. La Nava nell'arco della trasmissione si è cimentata in molte canzoni non sue, quali Vita spericolata, Quello che le donne non dicono, In assenza di te, Almeno tu nell'universo, Poster di Claudio Baglioni, Una città per cantare, Se telefonando, Caruso, Oh che sarà... di Chico Buarque de Hollanda col testo di Ivano Fossati e Insieme di Mogol-Battisti.
Con l'uscita dal reality show, parte una fortunata tournée per l'Italia, dove propone il suo miglior repertorio trascinato dal nuovo singolo radiofonico Adesso canto, presentato proprio nella serata del Galà di Music Farm.
Nei mesi di novembre e dicembre del 2005, sempre trascinata dal successo di Music Farm, affronta la sua prima vera tournée teatrale con il Condivisioni Tour Teatrale toccando città come Perugia, Roma, Firenze, Pistoia, Battipaglia, Messina, Barcellona Pozzo di Gotto e Catania.
Nell'estate del 2006 viene premiata come miglior cantautrice - sezione classici al Venice Music Awards, il galà musicale che premia gli artisti italiani che maggiormente si sono distinti in Italia e nel mondo nel corso dell'anno. Questa cerimonia, uno degli eventi più prestigiosi dell'estate lagunare, va in scena nella cornice del Palazzo del Cinema PalaGalileo al lido di Venezia e trasmesso in tv su Rai 2.
Il 14 luglio 2006 esce il cd singolo L'assaggio che contiene altri due brani inediti, Guarda giù e La strada, quest'ultimo dedicato a Papa Giovanni Paolo II, seguito dal cd Dentro una rosa, uscito il 20 aprile 2007. La canzone che dà il titolo all'album viene usata per uno spot pubblicitario per l'azienda Orogel.
È ospite fissa del MPZero Tour di Renato Zero esibendosi per tutta l'estate negli stadi d'Italia.
Nel 2007 un brano scritto per Mia Martini diversi anni prima, Le altre, registrato ma mai inciso, viene inserito come inedito nell'album live postumo dal titolo Mia Martini Live 2007 "Il concerto". Per la Nava è un sogno che si realizza.
L'anno dopo il brano Credo è candidato per l'Eurovision Song Contest 2008, affidato alla voce di Massimo Bertacci in rappresentanza della Repubblica di San Marino, ma non sarà selezionato. Il brano però verrà presentato nel settembre del 2009 al Festival Internazionale Golden Stag di Brașov in Romania come rappresentanza dell'Italia.
Nel 2008 scrive la canzone Stasera torno prima, che ha come tema quello delle morti bianche. La canzone viene donata dall'autrice all'Associazione Italiana dei Mutilati e degli Invalidi (AMNIL) che ottiene così di poter sponsorizzare la sua causa assieme al brano sopra citato e ne deriva una campagna sostenuta e voluta fortemente dalla Presidenza della Repubblica con un videoclip molto toccante, con immagini reali di vittime sul lavoro e personaggi interpretati da attori come Elio Germano e realizzato dal regista attore Libero De Rienzo.
Sempre a favore dell'ANMIL, tra il 2008 e il 2010, si esibisce con concerti acustici in molti teatri italiani tra cui Cervia, Valenza, Ceccano, Ancona, Tortona, La Spezia, Siena, Modena.
Nel 2009 scrive, insieme a Vincenzo Incenzo e Renato Zero, la canzone Spera o Spara che verrà inclusa nell'album di quest'ultimo, Presente.
Il 21 giugno 2009 è una delle protagoniste del concerto evento allo stadio San Siro di Milano in favore dei cittadini reduci del Terremoto dell'Aquila del 2009. Per l'iniziativa benefica intitolata Amiche per l'Abruzzo, ideata da Laura Pausini, ha duettato con Andrea Mirò e Rossana Casale in Spalle al muro.
Nell'agosto del 2009 pubblica il nuovo singolo Sorridi sorridi, disponibile solo sul suo sito ufficiale. Nel video, realizzato da Gabriele Cipollitti regista del noto programma televisivo SuperQuark di Piero Angela, interagisce con le famose formiche di Fabio Vettori. Sul sito ha pubblicato anche una versione acustica del brano, disponibile solo ad alcuni orari (da qui "Mezzanotte meno cinque").

### Gli anni 2010
Nel 2010 scrive per lo Zecchino d'Oro la versione italiana del brano polacco Dobry sen, dal titolo Un sogno nel cielo sulla musica di Katarzyna Rokicka, interpretata dalla piccola Zuzanna Rosa e contenuta nell'album 53º Zecchino d'Oro.
Nel 2011 scrive la canzone Testimone per Renato Zero, che verrà inclusa nell'album Puro spirito.
Il giorno 11 maggio 2011 esce il triplo DVD di Renato Zero Sei Zero in cui, nel lungo medley del terzo DVD, appare mentre canta Spalle al muro, canzone da lei scritta per lo stesso Zero nel 1991 (anno in cui partecipò con questa canzone al Festival di Sanremo 1991).
Alla fine del 2011 scrive per Andrea Faustini, protagonista del talent Ti lascio una canzone, il brano Per me e per te presentato alle selezioni di Sanremo Social per accedere al Festival di Sanremo 2012 dove però non riesce ad arrivare.
Firma anche le musiche di alcuni spot pubblicitari, in collaborazione con la Lorenzo Marini Group, per La Nordica-Extraflame, con un delicato tocco di piano, per la Zucchi Bassetti, in quello spot noto con Gigi Buffon e Alena Šeredová con i figli all'interno di un nido e per l'Olio Extravergine Monini.
Nel mese di marzo 2012 esce il nuovo album di inediti dal titolo Tempo mosso, presentando il primo singolo Da domani nel programma di Daniele Battaglia su Raidue a London Live 2.0.
Nel marzo 2013 una sua canzone In nome di ogni donna contenuta nell'album Tempo mosso, viene candidata al premio Amnesty International - sezione Italia come tra le migliori canzoni sui diritti umani dell'anno precedente. Scrive ancora per Renato Zero, questa volta a quattro mani, il brano Nuovamente.
Sempre nel 2013 fonda una piccola etichetta indipendente, Suoni dall'Italia - Produzioni Musicali , con la collaborazione di molti esperti del settore musicale come Fulvio Mancini, Antonio Coggio, Piero Pintucci, Franco Migliacci, Bruno Zambrini, Maurizio Fabrizio, Stefano De Sando, Carlo Mazzoni, Franco Finetti, Marti Jane Robertson, Roberto Guarino, Stefano Senesi, Elio Cipri, Pierluigi Germini, Valeria Iaquinto e Cinzia Tenducci.
Tra gli artisti rappresentati dall'etichetta in primis proprio Mariella Nava, ma anche Mimmo Cavallo, Alice Mondia, Marco Martinelli, Lidia e Andrea Di Cesare per la linea strumentale.
Il 26 marzo 2013 esce la terza antologia dal titolo Sanremo si, Sanremo no che contiene tutti i brani presentati e interpretati al Festival di Sanremo dalla Nava come interprete o come autrice dal suo esordio, compresi i brani scartati dalla gara, tutti rigorosamente realizzati in una nuova versione. L'album contiene anche due inediti, Fisionomia e Il viaggio (intitolato anche T'invito a riprendere il viaggio). Si tratta del primo lavoro uscito con la nuova etichetta. Il disco è stato poi ripubblicato l'anno successivo in edizione limitata in doppio cd, con l'aggiunta di altri due brani inediti, anch'essi scartati all'ultimo Festival di Sanremo: Un minuto di silenzio e Non ci vuole un granché.
Il 2013 vede la Nava sbarcare in Brasile; la sua canzone Ci sono pensieri uscita nel 2012 nell'album Tempo mosso è stata inserita nella colonna sonora della telenovela brasiliana Amor à vida scritta da Walcyr Carrasco che ha debuttato il 20 maggio sul canale nazionale Rede Globo.
Il 27 dicembre 2014, su proposta del Presidente del Consiglio dei Ministri, le viene conferita l’onorificenza dell'Ordine al merito della Repubblica italiana, per i contenuti dei suoi testi sempre attenti ai temi sociali.
Il 10 giugno 2016 viene pubblicato su tutte le piattaforme digitali il brano dal titolo Prima di noi due. Il 18 novembre 2016 viene pubblicato un secondo nuovo brano dal titolo Il nostro correre, che anticipano l'album dal titolo Epoca, licenziato il 3 febbraio 2017.
Nel 2017 scrive il brano Pazzamente amare per Renato Zero, contenuto nell'album Zerovskij.
Nel maggio del 2019 riceve il Sigillo Testimone Ambasciatore per un mondo di pace all'ottavo Riconoscimento Giovanni Paolo II, che gode del patrocinio del Senato della Repubblica, della Presidenza del Consiglio dei Ministri, del Ministero dei Beni Culturali.

### ProgettoCantautrici(2019-2022)
Nel corso del 2019 inizia una collaborazione con le sue amiche e colleghe Grazia Di Michele e Rossana Casale, un progetto che porta il nome di Cantautrici, che vede i primi due concerti in trio a Milano il 22 dicembre e a Roma il 26 dicembre 2019.
Inizialmente dal vivo interpretano i loro grandi successi, cantati a tre voci, piano piano che il progetto prende forma, scrivono e pubblicano nuovi brani scritti tutti a sei mani.
Segnali universali è il loro primo singolo uscito nella primavera del 2020, seguito poi da Anime di vetro, pubblicata il giorno della festa della donna del 2021 e Sotto un altro cielo nel dicembre 2021.
Anticipato dai primi tre singoli, il progetto Cantautrici prende definitivamente forma e l'8 aprile 2022 esce l'album Trialogo e in contemporanea esce anche il quarto singolo Io sono l'amore.
A giugno esce il quinto ed ultimo singolo estratto, Tutti amano il sole.
Il progetto vede la conclusione nel mese di ottobre del 2022. Ultima ospitata delle cantautrici in trio da Renato Zero, al concerto tenuto al Circo Massimo, sabato 1 ottobre, anche se continuano a esibirsi in trio anche durante l'estate 2023.
Con questo progetto hanno vinto il Premio Internazionale Evento Donna per la sezione musica, per aver dato vita con creatività e poetica ad una sorellanza musicale e universale, simbolo di amore e il Premio Lunezia Elite per aver centrato la forza evocativa di una poetica che spazia tra il sociale e l'autoanalisi.

### Gli anni 2020
In contemporanea al progetto del trio, il 22 maggio 2020 al termine del primo lockdown pubblica il suo nuovo singolo Povero Dio, una canzone che ha dovuto attendere il suo tempo per venire alla luce, ed ha trovato il suo posto quando il mondo si è fermato.
Nel marzo del 2021 prende parte al progetto Autori Uniti, nato per dare attenzione e dignità alla professione dell'Autore, progetto patrocinato da SIAE, U.N.A. e A.F.I.. È viva la musica è il brano scritto da Enzo Leomporro e Gianni Donzelli degli Audio 2, una canzone che parla della centralità dell’Autore nel mondo della musica, del cinema, della televisione e dello spettacolo in generale, con loro Eugenio Bennato, Sergio Cammariere, Bobby Solo, Gigi e Ross, Mariella Nava appunto, Tony Esposito, Pietra Montecorvino, Davide De Marinis, Luisa Corna, Franco Simone, Mimmo Cavallo, Franco Fasano e Carmine Faraco.
Nel settembre del 2022 Eros Ramazzotti pubblica nel suo ultimo album Battito infinito, il brano Ogni volta che respiro, è scritto da Mariella Nava sulla musica scritta da Ennio Morricone, il brano rappresenta la chiusura dell'album.
Il 30 dicembre 2022 esce in radio, negli store e sulle piattaforme digitali il nuovo singolo Alla salute, una canzone-augurio per il nuovo anno ma anche per gli anni futuri. Nel testo viene riportato un omaggio al famoso brindisi di Giuseppe Verdi, Libiam ne' lieti calici, con la frase "Libiamo, che il tempo sia giocondo, sulla follia del mondo".
Nel 2023 scrive per Drusilla Foer il brano sul tema del pregiudizio dal titolo Da questa parte, contenuto nel suo primo album Dru.  Successivamente torna a scrivere anche per Renato Zero, suoi i brani Zero a Zero e Così tenace, contenuto nell'ultimo album Autoritratto, uscito nel mese di dicembre.
A partire dal 2023 intraprende uno spettacolo teatrale insieme a Daniela Poggi, dal titolo Figlio, non sei più giglio con la regia di Stefania Porrino, con un testo sulla violenza di genere e sul femminicidio, un melologo a due voci. Con la sua voce e il suo pianoforte, accompagna la Poggi in questo viaggio drammatico ed emozionante.
Nel gennaio 2024 duetta nel singolo Arcobaleno del cantautore Eugenio Picchiani, brano di lancio nell'album Anima. 
Il 31 maggio 2024, in onore della Festa della Repubblica, esce il singolo Italia è il mio nome, interpretata insieme a Matteo Montalto, giovane interprete della scena musicale lirico leggera. Il brano scritto dalla stessa Nava, arrangiato e diretto dal maestro Peppe Vessicchio con note del flauto del maestro Andrea Griminelli, nasce dal desiderio di risollevarsi ritrovando cultura e bellezza. È un inno alla storia e alla bellezza del Paese all'insegna della tradizione del bel canto. La romanza pop è accompagnata dal videoclip girato nel sito archeologico di Castrum Novum nel territorio laziale di Santa Marinella.
Nel mese di settembre 2024 esce il secondo volume dell'album Sarò Franco, canzoni inedite di Franco Califano, nel quale Mariella, con Vincenzo Schettini al violino, interpreta il primo singolo estratto Oltre la città (scritta da Franco Califano, Frank Del Giudice, Alberto Zeppieri). 
Nel febbraio del 2025 duetta con Franco Simone nel brano La chiave contenuta nell'album Francesco Luigi... all'anagrafe.
Il 22 marzo 2025 pubblica la cover de La cura di Franco Battiato, un omaggio al maestro per l'ottantesimo compleanno che avrebbe festeggiato il 23 marzo, una rivisitazione del brano con la collaborazione del fisarmonicista Salvatore Cauteruccio, Roberto Musolino al pianoforte e Giuseppe Miele al violoncello. 
Il 18 luglio 2025 esce il brano Non mi capirai mai, l'inedito scritto per lo spettacolo teatrale Figlio, non sei più Giglio al fianco di Daniela Poggi, incentrato sulla violenza di genere. Un testo toccante, il ricordo di una madre del proprio figlio appena nato, lo stesso figlio che poi da grande diventerà il carnefice della sua compagna. Il filo conduttore di tutto lo spettacolo.

## Discografia

### Album
- 1988 - Per paura o per amore
- 1989 - Il giorno e la notte
- 1991 - Crescendo
- 1992 - Mendicante e altre storie
- 1994 - Scrivo
- 1998 - Dimmi che mi vuoi bene
- 1999 - Così è la vita
- 2000 - Pazza di te
- 2002 - Questa sono io
- 2004 - Condivisioni
- 2007 - Dentro una rosa
- 2012 - Tempo mosso
- 2017 - Epoca
- 2022 - Trialogo (Cantautrici) (con Rossana Casale e Grazia Di Michele)

### Raccolte
- 1994 - Uscire (con un inedito)
- 2003 - Grande il mio amore (raccolta Top of the best)
- 2013 - Sanremo si, Sanremo no (con due inediti)
- 2014 - Sanremo si, Sanremo no Limited Edition (con due inediti)

### Singoli
- 1987 - Fai piano
- 1987 - Ora si può dormire / C'è chi va a Milano
- 1988 - Uno spiraglio al cuore
- 1989 - Dentro di me
- 1991 - Gli uomini / Crescendo (con Renato Zero)
- 1991 - La mia riva / Piccolo amore
- 1992 - Mendicante / La casa di Luigi
- 1992 - Immagina [radio version]
- 1993 - Salvati amore
- 1994 - Terra mia
- 1994 - Chiamalo entusiasmo [radio version]
- 1994 - Esco di scena
- 1997 - Piano inclinato
- 1998 - Dimmi che mi vuoi bene
- 1998 - Carta bianca
- 1999 - Così è la vita
- 1999 - Come mi vuoi [reprise] (con Pantarei Leon)
- 1999 - Il mio punto di vista (con Mango)
- 2000 - Futuro come te (con Amedeo Minghi)
- 2000 - Pazza di te
- 2000 - Il nostro profilo [radio version]
- 2002 - Il cuore mio
- 2002 - Felicidade
- 2002 - Scrivilo negli occhi (con Simone Patrizi) [single version]
- 2004 - It's forever (con Dionne Warwick) / Non deludermi
- 2005 - Adesso canto
- 2006 - L'assaggio (Guarda giù, La strada)
- 2007 - Dentro una rosa
- 2009 - Sorridi sorridi
- 2012 - Da domani
- 2016 - Prima di noi due
- 2016 - Il nostro correre
- 2017 - Epoca
- 2020 - Povero Dio
- 2020 - Segnali universali (con Rossana Casale e Grazia Di Michele)
- 2021 - Anime di vetro (con Rossana Casale e Grazia Di Michele)
- 2021 - Sotto un altro cielo (con Rossana Casale e Grazia Di Michele)
- 2022 - Io sono l'amore (con Rossana Casale e Grazia Di Michele)
- 2022 - Tutti amano il sole (con Rossana Casale e Grazia Di Michele)
- 2022 - Alla salute
- 2024 - Italia è il mio nome (con Matteo Montalto)
- 2024 - Oltre la città (inedito di Franco Califano)
- 2025 - La cura (feat. Salvatore Cauteruccio con Roberto Musolino e Giuseppe Miele) (cover di Franco Battiato)
- 2025 - Non mi capirai mai

## Festival di Sanremo

### Interprete e autrice
| Edizione                 | Artista                       | Brano                  | Autore            | Categoria      | Posizione     | Premi                       |
| ------------------------ | ----------------------------- | ---------------------- | ----------------- | -------------- | ------------- | --------------------------- |
| Festival di Sanremo 1987 | Mariella Nava                 | Fai piano              | M.Nava            | Nuove proposte | 8             |                             |
| Festival di Sanremo 1988 | Mariella Nava                 | Uno spiraglio al cuore | M.Nava            | Nuove proposte | Non finalista |                             |
| Festival di Sanremo 1991 | Mariella Nava                 | Gli uomini             | M.Nava            | Big            | 20            |                             |
| Festival di Sanremo 1992 | Mariella Nava                 | Mendicante             | M.Nava            | Campioni       | 12            |                             |
| Festival di Sanremo 1994 | Mariella Nava                 | Terra mia              | M.Nava            | Campioni       | 11            | Premio Volare               |
| Festival di Sanremo 1999 | Mariella Nava                 | Così è la vita         | M.Nava            | Campioni       | 3             | Premio Miglior melodia      |
| Festival di Sanremo 2000 | Mariella Nava & Amedeo Minghi | Futuro come te         | M.Nava / A.Minghi | Campioni       | 14            |                             |
| Festival di Sanremo 2002 | Mariella Nava                 | Il cuore mio           | M.Nava            | Campioni       | 6             | Premio Più vita per la vita |

### Autrice
| Edizione                 | Artista              | Brano          | Autore                  | Categoria      | Posizione     | Premi |
| ------------------------ | -------------------- | -------------- | ----------------------- | -------------- | ------------- | ----- |
| Festival di Sanremo 1989 | Eduardo De Crescenzo | Come mi vuoi   | M.Nava / E.De Crescenzo | Big            | 21            |       |
| Festival di Sanremo 1991 | Renato Zero          | Spalle al muro | M.Nava                  | Big            | 2             |       |
| Festival di Sanremo 1995 | Flavia Astolfi       | Per amore      | M.Nava                  | Nuove proposte | Non finalista |       |

## Premi e riconoscimenti
- 1988 - Premio Targa Tenco come Migliore Opera prima per l'album Per paura o per amore
- 1994 - Premio Volare per la canzone Terra mia al Festival di Sanremo 1994
- 1996 - Premio Lunezia nuove stelle per la qualità musical-letteraria delle sue opere
- 1999 - Premio Miglior musica per la canzone Così è la vita al Festival di Sanremo 1999
- 1999 - Premio Terzo posto per la canzone Così è la vita al Festival di Sanremo 1999
- 2000 - Premio Mia Martini alla carriera
- 2002 - Premio Più vita per la vita della LILT per la canzone Il cuore mio al Festival di Sanremo 2002
- 2004 - Premio Gondola d'Oro alla carriera
- 2006 - Premio Spazio d'Autore - Canzone d'autore nel teatro
- 2006 - Premio Venice Music Awards 2006 - Sezione Classici
- 2006 - Premio Penisola Sorrentina per la musica
- 2008 - Premio Argos Magna Grecia
- 2009 - Premio San Fele d'Oro alla carriera artistica e musicale
- 2009 - Premio ANMIL Piacenza, per l'impegno per promuovere la cultura della sicurezza sul lavoro
- 2011 - Premio Trebbio città di Triggiano per il suo impegno nel campo musicale italiano
- 2012 - Premio Roma Videoclip 2012 come importante esponente del panorama musicale italiano
- 2013 - Premio Margutta - sezione musica per le capacità pianistiche e compositive
- 2013 - Premio Pierangelo Bertoli - Italia d'oro per la raffinatezza e l'intelligenza della sua scrittura
- 2015 - Premio Miglior Cantautrice - Fim Awards
- 2017 - Premio Internazionale Città di Palinuro
- 2018 - Premio Castrovillari d'autore
- 2021 - Premio Ischia Music Award - Ischia Global Fest Film and Music
- 2021 - Premio Calici di Stelle alle Stelle dello Spettacolo, Comune di Castelnuovo Berardenga
- 2022 - Premio Internazionale Evento Donna (sezione musica)  per il progetto Trialogo con Rossana Casale e Grazia Di Michele
- 2022 - Premio Eccellenza cantautorato italiano Notte Orgoglio delle Marche - Francavilla d’Ete (Fermo)
- 2022 - Premio Lunezia Elite per l'album Trialogo (con Rossana Casale e Grazia Di Michele) per la qualità musical-letteraria
- 2022 - Premio Remigio Paone Città di Formia (Latina)
- 2023 - Premio Miglior colonna sonora per il cortometraggio "Dietro la porta" di Walter Croce alla XV edizione del Social Film Festival ArTelesia di Benevento per il brano Io sono l'amore (con Rossana Casale e Grazia Di Michele)
- 2023 - Premio Effetto Notte "Eccellenza Musica" Città di Lecce
- 2023 - Premio "XIV Edizione Notte delle Magare" Città San Fili (CS)
- 2023 - Premio "Ausonia" Mostra delle Arti Città di Corigliano Rossano (CS)
- 2024 - Premio "Arvalia" città di Roma Municipio XI
- 2024 - Premio "La notte del mare" II^ edizione Catanzaro Lido
- 2024 - Premio alla Carriera Città di Nardò (LE)
- 2024 - Premio alla Carriera alla 65° edizione del Premio Letterario San Domenichino di Marina di Massa (MS)
- 2024 - Premio Internazionale Medaglia d'oro de La Maison des Artistes (Associazione di Cultura, Arte, Scienza e Impegno Sociale) per il suo impegno in campo artistico e culturale
- 2025 - Premio Cataldus d'Argento conferito per attività culturali dall'Arcidiocesi Città di Taranto
- 2025 - Premio Porto Venere Donna (XXIX Edizione)

## Canzoni per altri artisti
- 1985 - Questi figli - Gianni Morandi nell'album Uno su mille
  - 1986 - Questi figli - Gianni Morandi nell'album The best of Gianni Morandi
  - 2007 - Questi figli - Gianni Morandi nell'album Grazie a tutti
- 1989 - Come mi vuoi (Nava/De Crescenzo) - Eduardo De Crescenzo nell'album C'è il sole
  - 1992 - Come mi vuoi - Mina nell'album Sorelle Lumière
  - 1998 - Come mi vuoi - Mina nell'album Mina Sanremo
  - 2011 - Come mi vuoi - Eduardo De Crescenzo nell'album I miei successi
- 1990 - Effetti speciali - Ornella Vanoni nell'album Quante storie
- 1991 - Spalle al muro - Renato Zero nell'album Prometeo
  - 2006 - Spalle al muro - Renato Zero nell'album Renatissimo!
- 1991 - Il gioco delle parti - Mietta nell'album Volano le pagine
  - 2000 - Il gioco delle parti - Mietta nell'album Tutto o niente
  - 2013 - Il gioco delle parti - Claudio Fabiani nell'album Anche un attimo
  - 2021 - Il gioco delle parti (con Mariella Nava) - Samaritano nell'album Convergenze
- 1991 - Piccolo amore - Antonio & Marcello nell'album Piano piano
- 1992 - Ti sto cercando - Mietta nell'album Lasciamoci respirare
- 1992 - Warm embrace - Amii Stewart nell'album Magic
- 1993 - Facile - Irene Fargo nell'album Labirinti del cuore
- 1993 - Inverno - Irene Fargo nell'album Labirinti del cuore
- 1993 - Ragazzi colorati (Nava/Bizzarri) - Massimo Bizzarri nell'album Bizzarro Bizzarri
- 1995 - Un altro pianeta - Renato Zero nell'album Sulle tracce dell'imperfetto
- 1995 - Per amore - Flavia Astolfi (singolo)
  - 1995 - Per amore - Andrea Bocelli nell'album Bocelli
  - 1997 - Per amore - Andrea Bocelli nell'album Romanza
  - 1997 - Per amore - Zizi Possi nell'album Per amore
  - 2009 - Per amore - Andrea Faustini nell'album Ti lascio una canzone La compilation
  - 2009 - Per amore - Mafalda Minnozzi nell'album Live in Italia
  - 2016 - Per amore - Andrea Bocelli nell'album Romanza (20th Anniversary Edition)
- 1995 - Il mio compito - Giulia Cirese (singolo)
- 1997 - L'esodo - Loredana Bertè nell'album Un pettirosso da combattimento
- 1997 - La differenza - Tosca nell'album Incontri e passaggi
- 1998 - Dimenticata - Syria nell'album Station wagon
- 1998 - Non posso perderti - Syria nell'album Station wagon
- 1998 - Ce l'avevo un amore - Syria nell'album Station wagon
- 1999 - Ti amerò - Annalisa Minetti nell'album Qualcosa di più
- 2000 - Notte americana (Nava/Dalla) - Lucio Dalla nell'album Luna matana
- 2001 - Verrà il tempo - Gigi D'Alessio nell'album Il cammino dell'età
- 2002 - Ama - David nell'album Controvento
- 2004 - Dovevi darmi retta - Gianni Morandi nell'album A chi si ama veramente
- 2006 - Così distanti - Mietta nell'album 74100
- 2007 - Le altre - Mia Martini nell'album postumo Mia Martini Live 2007 "Il concerto"
- 2007 - Così è la vita - Mafalda Minnozzi nell'album Controvento
- 2009 - Ti voglio - Iva Zanicchi nell'album Colori d'amore
- 2009 - Spera o spara (Nava/Zero/Incenzo) - Renato Zero nell'album Presente
- 2009 - Credo - Massimo Bertacci (presentato alla selezione per San Marino per l'Eurovision Song Contest)
- 2010 - Un sogno nel cielo (Nava/Rokicka) - Zuzanna Rosa (Zecchino d'Oro, titolo originale polacco: Dobry sen)
- 2011 - Testimone - Renato Zero nell'album Puro spirito
- 2011 - Per me e per te - Andrea Faustini (presentato tra le nuove proposte di Sanremo Social per il 2012)
- 2013 - Nuovamente (Nava/Zero) - Renato Zero nell'album Amo - Capitolo II
  - 2013 - Nuovamente - Renato Zero nell'album Amo - Capitolo III
- 2015 - Laureato di talento - Marco Martinelli (singolo)
- 2015 - La mia scommessa - Marco Martinelli (singolo)
- 2016 - Non ero io (versione italiana di I Didn't Know) - Serhat
- 2017 - Pazzamente amare - Renato Zero nell'album Zerovsnkij
  - 2018 - Pazzamente amare - Renato Zero nell'album Zerovsnkij - Live
- 2022 - Per fortuna - Rossana Casale nell'album Trialogo (Cantautrici)
- 2022 - Ogni volta che respiro (Nava/Morricone) - Eros Ramazzotti nell'album Battito infinito
- 2023 - Da questa parte - Drusilla Foer nell'album Dru
- 2023 - Zero a Zero - Renato Zero nell'album Autoritratto (album Renato Zero)
- 2023 - Così tenace - Renato Zero nell'album Autoritratto (album Renato Zero)

## Partecipazioni ad altri album, raccolte e progetti speciali
- 1987 Fai piano - nell'album Il meglio del Festival - Sanremo 1987
  - 2004 Fai piano - nell'album 4 Star per 4 successi con Paola Turci, Mia Martini e Gianna Nannini
- 1988 Uno spiraglio al cuore - nell'album Sanremo 88
- 1990 Lungo treno del sud - nell'album Te lo faccio vedere io - Gli amici cantano Piero Ciampi
- 1990 Ah! Valeria... - nell'album Voci di donne
- 1991 Gli uomini - nell'album Sanremo Festival 1991
  - 1991 Gli uomini - nell'album Italo Super Hits (uscito in Germania)
- 1991 Crescendo (con Renato Zero) - nell'album Festivalbar '91
  - 2008 Crescendo (con Renato Zero) - nell'album Zero infinito
- 1992 Mendicante - nell'album Sanremo Festival '92
- 1992 Domani si sposa mia moglie (con Pino Pavone) - nell'album Maledetti amici di Pino Pavone
- 1994 Terra mia - nell'album SuperSanremo '94
- 1994 Esco di scena - nell'album Festival Italiano '94
- 1997 Napule - nell'album Io, uno dei tre - Omaggio a Titina De Filippo
- 1999 Così è la vita - nell'album Speciale Sanremo '99
- 1999 Il giorno e la notte - nell'album Graffiti '80 vol. 3
  - 2004 Il giorno e la notte - nell'album 4 Star per 4 successi con Paola Turci, Mia Martini e Gianna Nannini
- 2000 Futuro come te (con Amedeo Minghi) - nell'album Sanremo 2000
  - 2000 Futuro come te (con Amedeo Minghi) - nell'album Minghi Studio Collection di Amedeo Minghi
  - 2011 Futuro come te (con Amedeo Minghi) - nell'album Il meglio di Amedeo Minghi di Amedeo Minghi
  - 2014 Futuro come te (con Amedeo Minghi) - nell'album La esperanza di Amedeo Minghi
- 2002 Il cuore mio - nell'album Super Sanremo 2002
- 2004 Dentro di me - nell'album 4 Star per 4 successi con Paola Turci, Mia Martini e Gianna Nannini
- 2004 Grande il mio amore - nell'album 4 Star per 4 successi con Paola Turci, Mia Martini e Gianna Nannini
- 2006 Fenesta 'vascia - nell'album I Ragazzi di Scampìa
- 2007 Spiaggia libera, Una cosa buffa - nell'album Ciao Poeta - Omaggio a Sergio Endrigo (CD e DVD)
- 2008 It's Forever (con Dionne Warwick) - nell'album 17x60 di Amnesty International Italia
- 2008 Stasera torno prima - donata all'Associazione Italiana dei Mutilati e degli Invalidi (ANMIL)
- 2009 La strada - nell'album Guarda le mie mani di Claudia Koll (associazione umanitaria)
- 2009 Il mio grido - nell'album Parla potabile de I Ragazzi di Scampìa
- 2012 I fiori di domani (con Theofilo Chantre) - nell'album Capo Verde Terra d'Amore vol. 1
  - 2015 I fiori di domani (con Theofilo Chantre) - nell'album Noi siamo amore, noi siamo UNICEF
- 2013 Ci sono pensieri - nell'album "Amor à vida internacional" (uscito in Brasile)
- 2014 Benvenuto anche a te e Una volta per ogni volta - nell'album Anima Bianca - Premio Bianca d'Aponte
- 2018 Voglio volere (con Lica Cecato) - nell'album Quero Querer di Lica Cecato
- 2018 Donna cuncetta (con Sasà Calabrese) nell'album Conserve di Sasà Calabrese
- 2020 Nella camera blu (con Franco Micalizzi) nell'album Solisti di Franco Micalizzi
- 2021 E' viva la musica (nel progetto Autori Uniti)
- 2022 Corpi nudi (con Massimo Donno) nell'album Lontano di Massimo Donno
- 2022 Innamorati a Milano nell'album Travolto dall'irresistibile richiamo degli intrepidi anni '60 in una notte d'estate di Franco Micalizzi
- 2022 Io che amo solo te nell'album Travolto dall'irresistibile richiamo degli intrepidi anni '60 in una notte d'estate di Franco Micalizzi
- 2024 Arcobaleno (con Eugenio Picchiani) nell'album Anima di Eugenio Picchiani
- 2024 Oltre la città nell'album Sarò Franco, canzoni inedite di Franco Califano - vol. 2 - AA.VV.
- 2025 La chiave (con Franco Simone) nell'album Francesco Luigi... all'anagrafe di Franco Simone

## Partecipazioni Live in DVD
- 2007 Carta bianca, Les jeux sont faits nel DVD Sanremo a Mosca (uscito in Russia)
- 2009 Per amore in coppia con Mafalda Minnozzi nel DVD Live in Italia
- 2010 Spalle al muro con Rossana Casale e Andrea Mirò nel DVD Amiche per l'Abruzzo
- 2011 Spalle al muro con Renato Zero nel DVD Sei Zero di Renato Zero

## Programmi tv
- Festival di Sanremo (Rai 1: 1987-1988, 1991-1992, 1994, 1999-2000, 2002) - artista in gara
- Festival di primavera (Italia 1: 1987) - artista partecipante
- Ciao Enrica (Canale 5: 1987) - concorrente
- Maurizio Costanzo Show (Canale 5: 1989-1990, 1993, 1995, 1998) - ospite ricorrente
- Tam Tam Village (Rai 1: 1989) - ospite musicale
- Cantagiro (Rai 2: 1991-1992) - artista in gara
- Festivalbar (Italia 1: 1991) - artista partecipante
- Festival italiano (Canale 5: 1994) - artista in gara
- Omaggio a Mia Martini (Rai 2: 1995) - artista partecipante
- Ma l'amore sì (Canale 5: 1996) - artista partecipante
- Il Boom (Canale 5: 1996) - artista partecipante
- Serata con... Mariella Nava (Radio Italia TV: 1999, 2002, 2005) - puntata dedicata
- Un disco per l'estate (Canale 5: 1999; Rai 2, 2002) - artista in gara
- Tutti gli Zeri del mondo (Rai 1: 2000) - ospite serata
- Concerto di Natale (Canale 5: 2002; Rai 2: 2013-2014) - artista partecipante
- La vita in diretta (Rai 1: 2003) - speciale matrimonio
- Music Farm (Rai 2: 2005) - concorrente
- Venice Music Awards (Rai 2: 2006) - artista partecipante premiata
- Music Line: Le canzoni di Mariella Nava (Rete 4: 2007) - puntata dedicata
- Domenica in (Rai 1: 2007) - ospite puntata (con Renato Zero)
- Amici di Maria De Filippi (Canale 5: 2007) - ospite e giudice sfida
- Zecchino d'Oro (Rai 1:  2009) - ospite e artista in duetto
- Nel cuore dei giorni (TV2000: 2013) - puntata dedicata
- Bel tempo si spera (TV2000: 2017) - ospite puntata
- Techetechete' (Rai 1: 2017, 2019) - puntata dedicata
- Siamo noi (TV2000: 2018) - puntata dedicata
- Oggi è un altro giorno (Rai 1: 2021) - puntata dedicata (con Rossana Casale e Grazia Di Michele)
- Radio2 Social Club (Rai 2/Rai Radio 2: 2021) - puntata dedicata (con Rossana Casale e Grazia Di Michele)
- Dedicato (Rai 1: 2021) - puntata dedicata
- Gran Galà del Sociale -Tulipani di Seta Nera (Rai 2: 2022) - ospite musicale (con Rossana Casale e Grazia Di Michele)
- A Sua immagine (Rai 1: 2023, 2025) - puntata dedicata, ospite puntata
- Paradise (Rai 2: 2023) - ospite puntata
- Uno mattina in famiglia (Rai 1: 2023) - ospite puntata (con Daniela Poggi)
- Storie di donne al bivio (Rai 2: 2024) - ospite puntata
- La notte del mare (Rai Premium: 2024) - ospite serata

## Teatro
- Figlio, non sei più giglio (2023-in corso) - con Daniela Poggi, regia di Stefania Porrino

## Spot pubblicitari
- 2007 Orogel
- 2011 La Nordica-Extraflame
- 2011 Zucchi e Bassetti
- 2012 Olio Monini
- 2016 Olio Monini
- 2016 Fileni Bio
- 2017 Febal
- 2018 Tavernello
- 2019 CNDCEC I Commercialisti
- 2020 Tonno Mare Aperto
- 2022 Tavernello